# 宗清万里子
宗清 万里子（むねきよ まりこ、5月16日生）は、広島県出身の女優、モデルである。イアラ（イアラ・グレース）所属。浅井企画業務提携。以前は「清瀬真理」という名前で活動していた。

## 出演

### 映画
- タッチ（2005年、東宝映画）
- キャッチボール（吉本興業）
- ニュース（吉本興業）

### テレビドラマ
- 愛の劇場 ママまっしぐら! パート3（2002年、TBS） - 石井優子 役
- 月曜ミステリー劇場 早乙女千春の添乗報告書14 奥飛騨・下呂湯けむりツアー殺人事件（2003年6月16日、TBS） - 相沢楓 役
- 金曜ナイトドラマ ミステリー民俗学者 八雲樹 第7話（2004年、テレビ朝日） - 大森まい 役
- 金曜ナイトドラマ 雨と夢のあとに 第6話（2005年、テレビ朝日）
- 金曜ナイトドラマ はるか17 最終話（2005年、テレビ朝日）
- TBSテレビ50周年記念ドラマ特別企画 赤い奇跡 第2話（2006年、TBS）
- DRAMA COMPLEX 松本清張スペシャル 共犯者（2006年、日本テレビ） - 社員 役
- 水曜ミステリー9 銀座高級クラブママ 青山みゆき2 ナニワクラブママ女帝バトル殺人事件（2007年、テレビ東京） - 瞳ママ 役
- 金曜ナイトドラマ 未来講師めぐる 第9・10話（2008年、テレビ朝日）
- ギラギラ 第2話（2008年、テレビ朝日） - 神谷夏美 役
- 金曜プレステージ 外科医 鳩村周五郎 血塗られた挑戦状II（2009年8月28日、フジテレビ）
- 金曜プレステージ 小京都連続殺人事件×外科医 鳩村周五郎（2013年10月18日、フジテレビ） - 梶原知美 役
- 新・刑事吉永誠一 第1話（2014年10月17日、テレビ東京） - 犬山花絵 役
- 相棒Season18 第18話 (2020年3月4日、テレビ朝日) - 高山敬依子 役
- #コールドゲーム 第4話・第5話・第6話（2021年6月26日・7月3日・7月10日、フジテレビ） - 十和子の母 役

### CM
- チューリッヒ保険 スーパー自動車保険『新・お客様とオペレーター』篇　- 女性客:山田様　役
- au
- 味の素
- ライオン チャーミークリスタジェル
- 東芝 星の王子さま 朗読篇
- 京セラ
- 理想科学工業

### 舞台
- 幕張の女 - キヨミ 役
- KERA・MAP#004 ヤング・マーブル・ジャイアンツ - 消先由香 役

### スチール
- ピンクリボン
- HONDA
- 花王
- ニチイ学館